# 데이비드 웩슬러

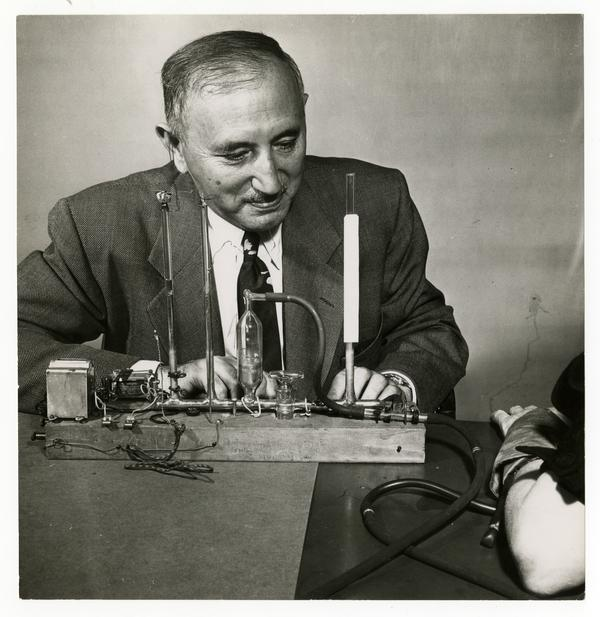

데이비드 웩슬러(David Wechsler , 1896년 1월 12일 - 1981년 5월 2일 뉴욕시)는 루마니아 및 미국의 심리학자이다. 그는 웩슬러 성인 지능검사(WAIS,Wechsler Adult Intelligence Scale) 및 아동용 웩슬러 지능검사(Wechsler Intelligence Scale for Children ,WISC)와 같은 잘 알려진 지능 척도를 개발했다. 2002년에 출판된 일반 심리학 조사의 리뷰는 웩슬러(Wechsler)를 20세기의 51번째로 가장 많이 인용된 심리학자로 꼽았다.

## 지능의 정의
"Intelligence is the aggregate or global capacity of the individual to act purposefully, to think rationally and to deal effectively with his environment." — Chapter1, The nature of Intelligence -The measurement of adult intelligence

데이비드 웩슬러는 그의 저서 '성인 지능 측정'(The measurement of adult intelligence)중 '지능의 본질(챕터1)'에서 '지능은 유목적적으로 행동하며, 보다 합리적으로 생각하려하고, 그가 처한 환경을 효과적으로 다루려는 한 개인의 이러한 통합적 혹은 전역적인 능력이다'라고 언급한바있다.

## 같이 보기
- MMPI
- 로샤검사
- 스타크 해서웨이
- 토마스 아헨바흐